# 新奧拉舒鄉

47°49′58″N 23°17′18″E / 47.8328°N 23.2883°E
新奧拉舒鄉（羅馬尼亞語：Comuna Orașu Nou, Satu Mare），是羅馬尼亞的鄉份，位於該國西北部，由薩圖馬雷縣負責管轄，面積107平方公里，海拔高度157米，2007年人口6,821，人口密度每平方公里64人。